# Archdale
Archdale is een plaats (city) in de Amerikaanse staat North Carolina, en valt bestuurlijk gezien onder Guilford County en Randolph County.

## Demografie
Bij de volkstelling in 2000 werd het aantal inwoners vastgesteld op 9014.
In 2006 is het aantal inwoners door het United States Census Bureau geschat op 9451, een stijging van 437 (4,8%).

## Geografie
Volgens het United States Census Bureau beslaat de plaats een oppervlakte van
20,3 km², geheel bestaande uit land.

## Plaatsen in de nabije omgeving
De onderstaande figuur toont nabijgelegen plaatsen in een straal van 20 km rond Archdale.